# Tetragnatha bryantae
Tetragnatha bryantae là một loài nhện trong họ Tetragnathidae.
Loài này thuộc chi Tetragnatha. Tetragnatha bryantae được miêu tả năm 1951 bởi Roewer.